# Calp
Calp è un comune spagnolo situato nella parte settentrionale della costa della provincia di Alicante, nella comarca della Marina Alta nella Comunità Valenciana.
Conta 29 228 abitanti (INE 2008), dei quali oltre la metà è di origine straniera. Sulla sua costa si alza il Peñón de Ifach, una mole rocciosa di 332 m di altezza. Questa massa di calcare che si eleva a picco sul mare è uno dei simboli della Costa Blanca ed è anche Parco Naturale dal 1987 (superficie di 45 ha); si arriva in cima col sentiero che parte dal Centro interpretazione della natura. Calp basa la sua economia soprattutto sul turismo: vi si trovano diversi alberghi e un'ampia spiaggia.

## Geografia fisica
Il riferimento più evidente della geografia di Calp è il Peñón de Ifach, dichiarato parco naturale dalla regione Valenciana nel 1987. Il territorio municipale presenta molte spiagge e calette di ottima qualità. Un altro luogo rilevante è il parco naturale delle saline, dalle quali si estraeva il sale già all'epoca romana.

## Storia

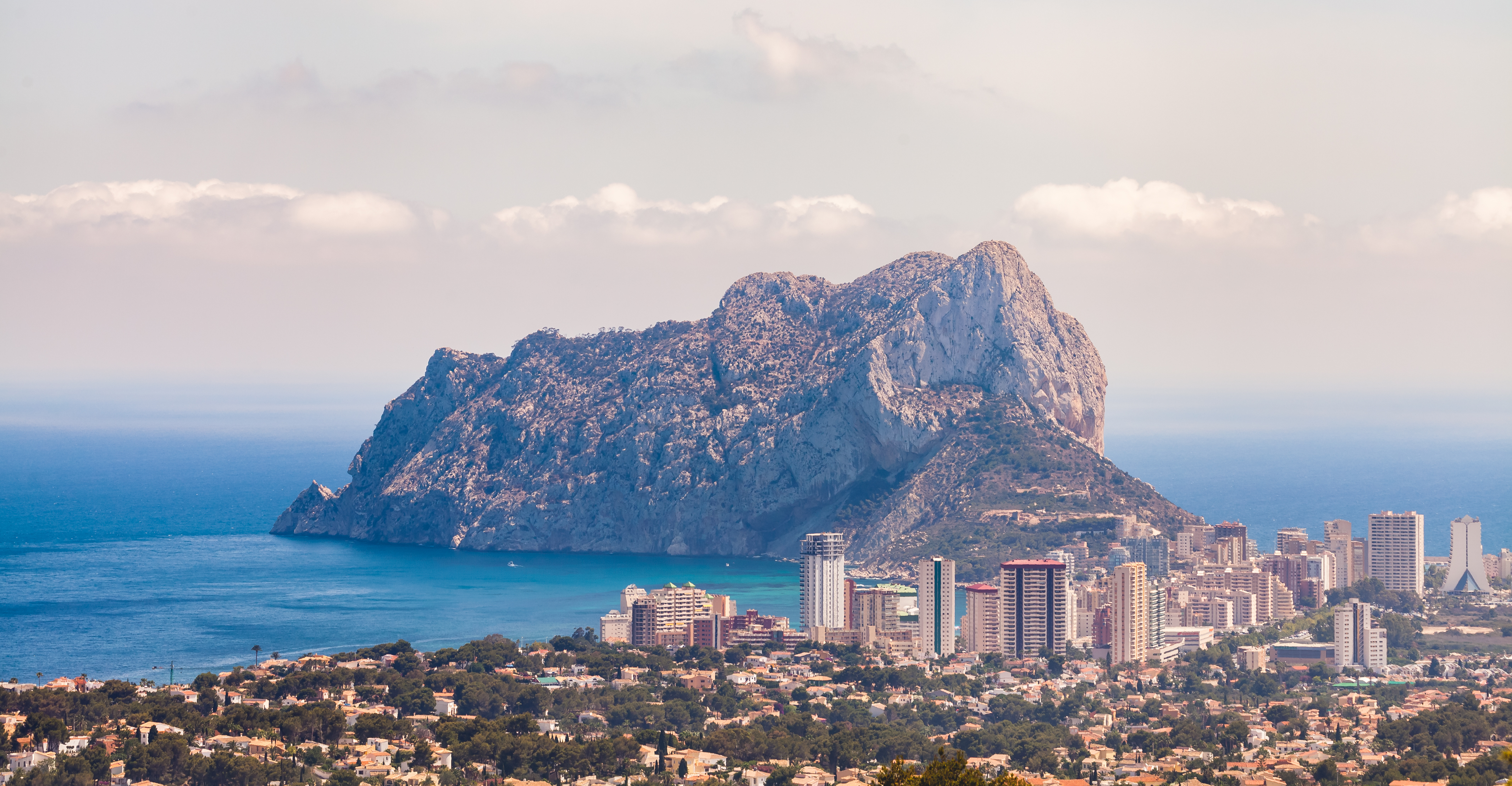
Il Penyal d'Ifach

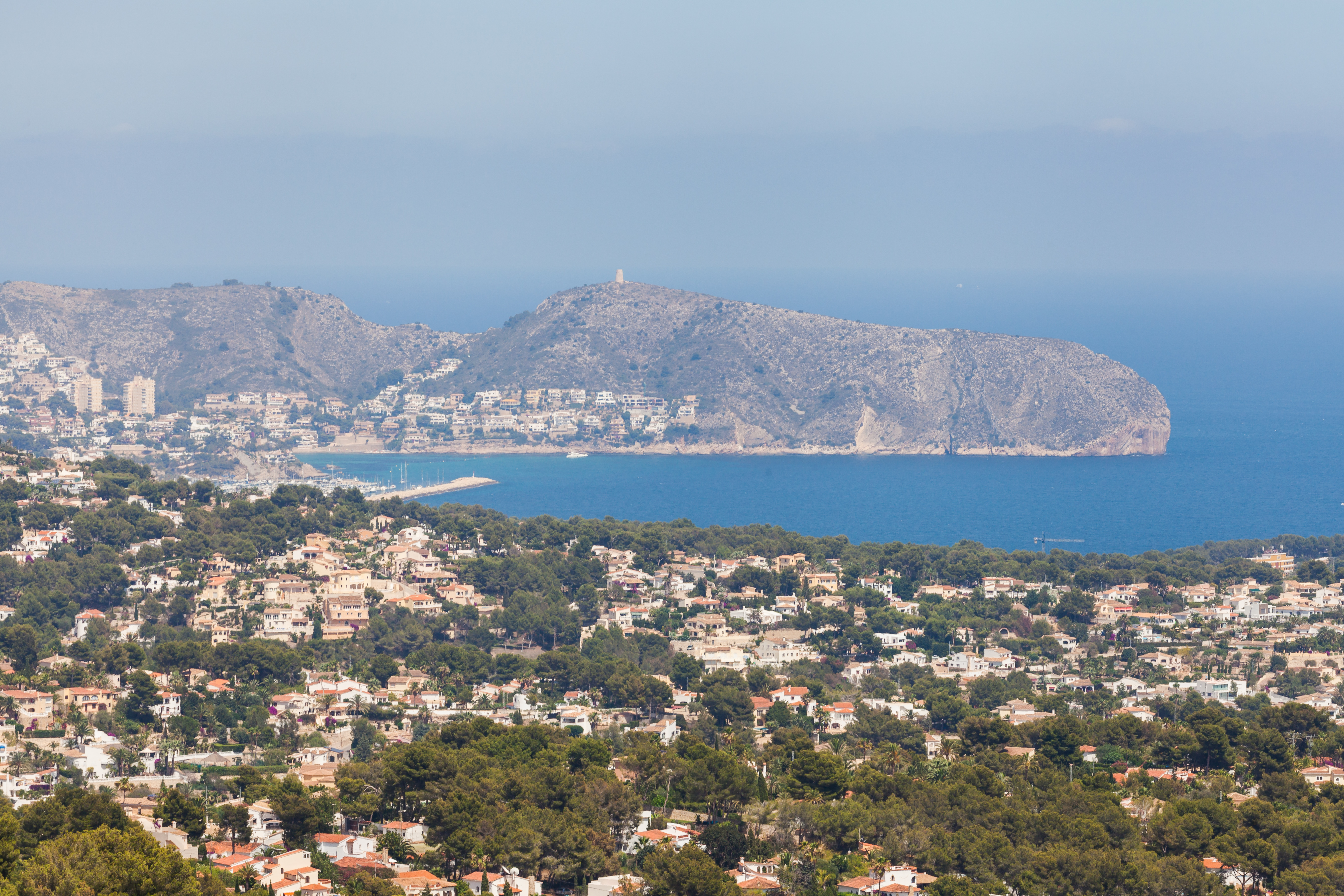
Panorama di Calp.

Gli insediamenti umani più antichi che si sono localizzati nel territorio comunale di Calp sono stati datati nell'età del Bronzo. Si tratta di materiali dispersi che non permettono di ipotizzare, per il momento, l'esistenza di strutture costruttive.
I primi insediamenti localizzati corrispondono alle prime popolazione iberiche. Questi sono ubicati preferentemente nelle alture e colline che dominano il territorio. Sono state localizzate necropoli e nuclei abitativi nel Peñón de Ifach, Cosentari, Corralets, la Cometa, La Empedrola, Pioco e il castellet del Mascarat.
Durante la romanizzazione acquisisce maggiore importanza la localizzazione costiera per i nuovi insediamenti. La vicinanza al mare permette il commercio marittimo, produzione di garum, salamoie, l'itticoltura, approfittando della facile scavabilità della pietra tosca; sono queste le basi economiche sulle quali si fonda il nucleo degli insediamenti dei baños de la reina, ancora visibili sulla playa del Arenal Bol. Altri insediamenti con base agricola si incontrano dispersi nelle zone utilizzabili dal punto di vista agricolo del territorio comunale.
Gli arabi innalzarono, come elemento difensivo del territorio, la prima edificazione del castello di Calp sulla collina che dominava il passo del Mascarat (in direzione di Altea).
La tradizione cristiana attribuisce la conquista cristiana di Calp all'anno 1240, dopo la presa di Denia, ma altri storici parlano del 1254. Ad ogni modo, la Corona di Aragona mantenne, dopo la conquiste, l'organizzazione amministrativa mussulmana. Questa era organizzata in una serie di nuclei abitativi tra lodo divisi e protetti da un castello o da una zona fortificata. Gli abitanti di Calp rimasero inglobati nell'unità amministrativa del Castello di Calp. Dopo la rivolta guidata dal condottiero mussulmano Al-Azraq vennero cacciati tutti i mori e si cominciò a ripopolare il paese con cristiani.
Nel 1290 Calp passò nelle mani dell'ammiraglio aragonese Roger de Lauria, che diede impulso alla costruzione di una urbanizzazione denominata Ifach sulla collina del Peñón. Durante il regno di Pedro IV di Aragona si fortificarono le mura per difendere il paese dagli attacchi dei mori.
Nel 1359 la lotta di questo monarca contro Pedro I di Castilla nella guerra dei due Pedros provocò la distruzione dell'urbanizzazione di Ifach. Gli abitanti si rifugiarono nella vicina Calp, situata sulla collina vicina alla costa, dalla quale si dominava a vista la baia. Questo permise lo sviluppo demografico ed economico di questa zona, ponendo le basi per la Calp che conosciamo.
La unità amministrativa del castello di Calp durerà fino al 1386, anno nel quale si procedette alla divisione degli attuali comuni di Benisa, Teulada, Calp e Senija. Fino alla fine dell'epoca delle signorie, nel 1837, varie famiglie nobiliari continuarono ad esercitare il loro potere su Calp, in particolare quella dei los Palafox.
Il primitivo nucleo urbano di Calp fu circondato da mura. Nel 1637 la città fu saccheggiata dai pirati berberi, e avvenne uno dei fatti più nefasti della sua storia: 290 persone furono sequestrate e deportate in algeria dove rimasero cinque anni fino a quando furono liberati in cambio di oro e di pirati prigionieri. Il paese contava all'epoca 18 casali e circa 350 abitanti.
Alla metà del secolo XVIII vennero redatti vari progetti per dotare il paese di una nuova cinta muraria. L'accrescimento demografico della cittadina durante el secolo XVII aveva obbligato la gente ad abitare al di fuori delle mura. Nei progetti si osserva che si erano create due periferie, una ad occidente della cittadella y un'altra, più grande, con orientamento a mezzogiorno.
Durante il XIX secolo la cittadina si sviluppò verso occidente. La direzione di crescita è la traccia della strada verso Altea e Alicante, le attuali strade de la Libertad e de Afuera.
Nella seconda metà del secolo XIX si incrementa l'attività marinaia. Si innalzano edifici al servizio della pesca, anche se già esistevano magazzini alla fine del XVIII secolo.
C'è da aspettare gli anni trenta perché si avvii il decollo costiero della città. L'arrivo della meccanizzazione della pesca permette di costruire imbarcazioni di maggiore dimensione, e soprattutto nella zona di Baños de la Reina e della Playa del Racò arrivano i primi hotel della spiaggia per le estati della classe media emergente, tra i quali emerge, inaugurato nel 1935 l'hotel Parador de Ifach.
Nel periodo compreso tra il 1945 e la fine degli anni cinquanta, si consolida il fenomeno della costruzione di case e hotel per il periodo estivo nella costa. Il nucleo urbano del porto, invece, si sviluppa a partire dagli anni cinquanta
Appaiono i primi blocchi di case e si inizia la costruzione del hotel, ai piedi del Peñon.
Durante la seconda metà degli anni sessanta si verifica il boom delle costruzioni turistiche per effetto del turismo di massa, che ha trasformato la città in quella che oggi conosciamo.